# ماروسینو
ماروسینو (به لاتین: Marusino) یک منطقهٔ مسکونی در روسیه است که در باشقیرستان واقع شده‌است.